# Placidellus ishiharei
Placidellus ishiharei är en insektsart som beskrevs av Evans 1971. Placidellus ishiharei ingår i släktet Placidellus och familjen dvärgstritar. Inga underarter finns listade i Catalogue of Life.